# Lista över ledamöter av Sveriges ståndsriksdag 1713–1714
Ledamöter av Sveriges ståndsriksdag 1713–1714.

## Borgarståndet (påbörjad)
| Riksdagsledamot              | Yrke                                       | Valkrets           | Anmärkningar |
| ---------------------------- | ------------------------------------------ | ------------------ | --- |
| Anders Hyltén                | Borgmästare                                | Stockholms stad    | |
| Olof von Brehmer             | Stadssekreterare                           | Stockholms stad    | |
| Johan Leijel                 | Rådman                                     | Stockholms stad    | |
| Henrik Harmens               | Borgare                                    | Stockholms stad    | |
| Michel Grubb                 | Borgare                                    | Stockholms stad    | |
| Cammecker                    | Borgare                                    | Stockholms stad    | |
| Lampa                        | Borgare                                    | Stockholms stad    | |
| Johan Starling               | Borgmästare                                | Uppsala stad       | |
| Johan Christopher von Bergen | Borgmästare                                | Norrköpings stad   | |
| Henrik Wilkens               | Handelsman                                 | Norrköpings stad   | |
| Wilhelm Silentz              | Borgmästare                                | Göteborgs stad     | |
| Mathias Schildt              | Handelsman                                 | Göteborgs stad     | |
| Michael Cronholm             | Rådman                                     | Malmö stad         | Representerade även Landskrona stad                                                                              |
| Erasmus Clefwe               | Handelsman                                 | Malmö stad         | |
| Lars Bergstedt               | Borgmästare                                | Kalmar stad        | |
| Olof Galartz                 | Handelsman                                 | Kalmar stad        | |
| Anders Lind                  | Borgmästare                                | Åbo stad           | |
| Carl Scheffer                | Rådman                                     | Åbo stad           | |
| Niclas Schultz               | Handelsman                                 | Åbo stad           | |
| Mathias Elers                | Borgmästare                                | Karlskrona stad    | |
| Jonas Malmberg               | Borgmästare                                | Nyköpings stad     | |
| Hans Bauman                  | Borgmästare                                | Västerviks stad    | |
| Didrik Licenius              | Rådman                                     | Västerviks stad    | |
| Peter Folcker                | Borgmästare                                | Gävle stad         | |
| Jacob Clerk                  | Borgmästare                                | Visby stad         | |
| Jacob Collwijn               | Borgmästare                                | Falu stad          | |
| Anders Dubb                  | Borgmästare                                | Halmstads stad     | Borgmästare i Halmstad. Representerade även Falkenbergs stad och Laholms stad.                                   |
| Jakob Poppelman              | Borgmästare                                | Kristianstads stad | Representerade även Ystads stad.                                                                                 |
| Henrik Sylvius               | Borgmästare                                | Helsingborgs stad  | Representerade även Lunds stad.                                                                                  |
| Lucas Lohman                 | Rådman                                     | Helsingborgs stad  | |
| Petter Mästertohn            | Handelsman                                 | Karlshamns stad    | |
| -                            | -                                          | Ängelholms stad    | Sände ingen representant.                                                                                        |
| Jakob Poppelman              | Borgmästare                                | Ystads stad        | Var borgmästare i Kristianstad och representerade även Kristianstads stad.                                       |
| Hans Bengtson Brogrå         | Handelsman                                 | Marstrands stad    | |
| Lars Forstéen                | Rådman                                     | Helsingfors        | |
| Anders Bark                  | Borgmästare                                | Västerås stad      | |
| Johan Petre                  | Borgmästare                                | Arboga stad        | |
| Magnus Hansson               | Borgmästare                                | Örebro stad        | |
| Sven Aurén                   | Borgmästare                                | Jönköpings stad    | Borgmästare i Jönköping. Representerade även Gränna stad.                                                        |
| Magnus Rinström              | Borgmästare                                | Linköpings stad    | |
| Olof Jacobsson               | Rådman                                     | Köpings stad       | |
| Anders Tholander             | Borgmästare och vice häradshövding         | Strängnäs stad     | |
| Nils Wennermark              | Borgmästare                                | Skara stad         | Borgmästare i Falköping. Representerande även Falköpings stad, Mariestads stad, Lidköpings stad och Skövde stad. |
| Nils Eklin                   | Handelsman                                 | Växjö stad         | |
| Henrik Sylvius               | Borgmästare                                | Lunds stad         | Borgmästare i Helsingborg och representerade även Helsingborgs stad.                                             |
| Anders Noberg                | Rådman och notarie                         | Söderköpings stad  | |
| Jonas Stenbit                | Handelsman                                 | Hudiksvalls stad   | Handelsman i Söderhamn och representerade även Söderhamns stad.                                                  |
| Nils Wennermark              | Borgmästare                                | Mariestads stad    | Borgmästare i Falköping. Representerande även Falköpings stad, Skara stad, Lidköpings stad och Skövde stad.      |
| Sven Lagerlöf                | Borgmästare                                | Karlstads stad     | |
| Magnus Sundström             | Major                                      | Härnösands stad    | |
| Carl Forsman                 | Borgmästare                                | Uleåborg           | |
| Anders Biörnström            | -                                          | Torshälla stad     | |
| Anders Biörnström            | -                                          | Eskilstuna stad    | |
| Nils Svart                   | Rådman                                     | Vadstena stad      | |
| Hans Lund                    | Rådman                                     | Skänninge stad     | |
| Carl Forsman                 | Borgmästare                                | Vasa               | |
| Nils Wennermark              | Borgmästare                                | Lidköpings stad    | Borgmästare i Falköping. Representerande även Falköpings stad, Skara stad, Mariestads stad och Skövde stad.      |
| Erich Egelroth               | Rådman                                     | Södertälje stad    | |
| Mårten Bergstedt             | Borgmästare och kommissarie                | Norrtälje stad     | |
| Sven Grandel                 | Borgmästare                                | Hedemora stad      | |
| Lars Krögh                   | Justitieborgmästare och politieborgmästare | Lindesbergs stad   | |
| Magnus Hanson                | Justitieborgmästare och politieborgmästare | Nora stad          | |
| Jacob Ekstedt                | Borgmästare                                | Eksjö stad         | |
| Carsten Werner               | Borgare                                    | Uddevalla stad     | |
| Hindrich Staaf               | Borgmästare                                | Askersunds stad    | |
| Anders Lindström             | Borgmästare                                | Hjo stad           | |
| Nils Wennermark              | Borgmästare                                | Skövde stad        | Borgmästare i Falköping. Representerande även Falköpings stad, Skara stad, Lidköpings stad och Mariestads stad.  |
| Carl Sadlin                  | Borgmästare                                | Torneå             | |
| Swen Lagerlöf                | Borgmästare                                | Kristinehamns stad | |
| Lorens Bachman               | Borgmästare                                | Sundsvalls stad    | |
| Jonas Stenbit                | Borgare                                    | Söderhamns stad    | Handelsman i Söderhamn och representerade även Hudiksvalls stad.                                                 |
|                              |                                            | Borgå              | |
| Carl Forssman                | Borgmästare                                |                    | |
| Abraham Touchier             | Rådman                                     | Umeå stad          | |
| Abraham Touchier             | Rådman                                     | Piteå stad         | |
| Anders Tholander             | Borgmästare                                | Mariefreds stad    | |
| -                            | -                                          | Ekenäs             | |
| -                            | -                                          | Filipstads stad    | |
| Nils Wennermark              | Borgmästare                                | Falköpings stad    | Borgmästare i Falköping. Representerande även Mariestads stad, Skara stad, Lidköpings stad och Skövde stad.      |
| Anders Åberg                 | Borgmästare                                | Alingsås stad      | |
| Niclas Budeén                | Borgmästare                                | Vimmerby stad      | |
| Hans Bengtson Brogård        | Handelsman                                 | Kungälv            | |
|                              |                                            | Sölvesborgs stad   | |
| Anders Dubb                  | Borgmästare                                | Laholms stad       | Borgmästare i Halmstad. Representerade även Falkenbergs stad och Halmstads stad.                                 |
| Christoffer Holmgren         | Borgmästare                                | Trosa stad         | |
| Jonas Bergbohm               | Notarie                                    | Östhammars stad    | |
| Anders Dubb                  | Borgmästare                                | Falkenbergs stad   | Borgmästare i Halmstad. Representerade även Laholms stad och Halmstads stad.                                     |
| -                            | -                                          | Simrishamn         | |
| -                            | -                                          | Tavastehus         | |
| -                            | -                                          | Nyslott            | |
| Carl Forssman                | -                                          | Brahestad          | |
| Allert Douveson              | Borgare                                    | Strömstads stad    | |
| Sven Aurén                   | Borgmästare                                | Gränna stad        | Borgmästare i Jönköping. Representerade även Jönköpings stad.                                                    |
| -                            | -                                          | Kajaneborg         | |